# Maoilios Caimbeul
Maoilios Caimbeul (Myles Campbell; 23 de marzo de 1944 en Staffin) es un escritor británico en gaélico escocés.
Su padre era misionero y pasó su juventud entre la Isla de Skye y la Isla de Lewis. Se unió a la marina mercante y pudo visitar diferentes países. Estudió en la Universidad de Edimburgo y el Jordanhill College y más tarde se dedicó a la enseñanza del gaélico escocés en Tobermory, Mull y Gairloch.